# 89 (عدد)
89 (تسعا وثمانين) هو عدد طبيعي يلي العدد 88 ويسبق العدد 90.